# L'idioma impossible
L'idioma impossible (originalment en castellà, El idioma imposible) és una pel·lícula espanyola del 2010 dirigida per Rodrigo Rodero sobre la base d'un guió escrit per ell mateix amb Michel Gaztambide basat en la novel·la de Francisco Casavella, qui va morir sense veure estrenada la pel·lícula, ambientada en la Barcelona canalla i quinqui dels anys 1980. Fou estrenada al Festival de Màlaga. Ha estat doblada al català.
Segons el director, el títol de la pel·lícula fa referència a les cançons en anglès que se sentien en aquells anys, quan la gent no les entenia però s'imaginava la lletra, que solia ser més interessant que l'original.

## Argument
Fernando, viu al cor del Barri Xino de Barcelona, on es busca la vida traficant amb amfetamines i alternant amb una peculiar galeria de sinistres personatges. En una d'aquelles albades robades a la vida, Fernando coneixerà Elsa, una jove adolescent, dolça i vitalista, amb una personalitat estranya i autodestructiva que es convertirà sense voler-ho en la seva major addicció. Junts tractaran de sobreviure en una Barcelona canalla i ombrívola que en caure el dia és presa pels renegats de la societat i els seus particulars codis.

## Repartiment
- Andrés Gertrúdix	...	Fernando
- Irene Escolar	...	Elsa
- Helena Miquel	...	Victoria
- Isabel Ampudia...	La Negra
- Tony Zenet...	Toni
- Roger Pera	...	Antonio
- Juanlu Escudero
- Karra Elejalde	...	Cambrer
- Pau Cólera...	Carlos Escudo

## Crítica
"És molt fidel a la pausa i la descripción de l'autor, a la seva configuració de personatges i situacions límit (...) Puntuació: ★★★ (sobre 5)"

## Nominacions
Tot i que no va guanyar cap premi, fou nominada a la bisnaga d'Or del Festival de Màlaga, a la "violette d'or" del Festival de Cinema d'Espanya de Tolosa de Llenguadoc (on va guanyar el premi a l'opera prima) i a la Medalla del Cercle d'Escriptors Cinematogràfics al millor guió adaptat.